# Mây tích
Mây tích (tiếng Anh: cumulus cloud) là các đám mây thuộc về một lớp được đặc trưng bởi sự tích tụ các thành phần riêng rẽ trong dạng các đám mây bồng bềnh, đống hay tháp, với phần đáy phẳng và phần đỉnh thông thường có hình tương tự như cây súp lơ. Chúng được tạo ra trong tầng đối lưu ở các độ cao thấp hơn so với mây trung tích (altocumulus), thông thường dưới 2.400 mét (8.000 ft). "Cumulus" là một từ trong tiếng Latinh để chỉ "đống", liên quan tới "tích lũy".
Chúng thông thường được miêu tả như là có cấu trúc giống như cây súp lơ. Chúng diễn ra ở các độ cao từ 500-6.000 mét (1.640 - 19.685 ft) tính từ mặt đất và phổ biến nhất diễn ra trong dạng các đụn mây hay rải rác. Chúng được tạo thành do hiện tượng đối lưu. Các luồng không khí nóng bốc lên tới độ cao mà tại đó hơi ẩm trong không khí có thể ngưng tụ. Mặc dù rất phổ biến trong các điều kiện thời tiết nóng ẩm của mùa hè nhưng các đám mây tích cũng có thể được hình thành vào bất kỳ thời điểm nào trong năm.
Mây tích có thể xuất hiện dưới dạng một đám mây đơn độc, thành đường hay cụm. Kiểu mây này thường là mây để dẫn tới các kiểu khác như mây vũ tích, khi bị tác động bởi các yếu tố thời tiết như bất định khí quyển, độ ẩm và gradient nhiệt. Mây vũ tích có thể gắn liền với các hiện tượng như cây đất, cây nước và vòi rồng.

## Hình thành

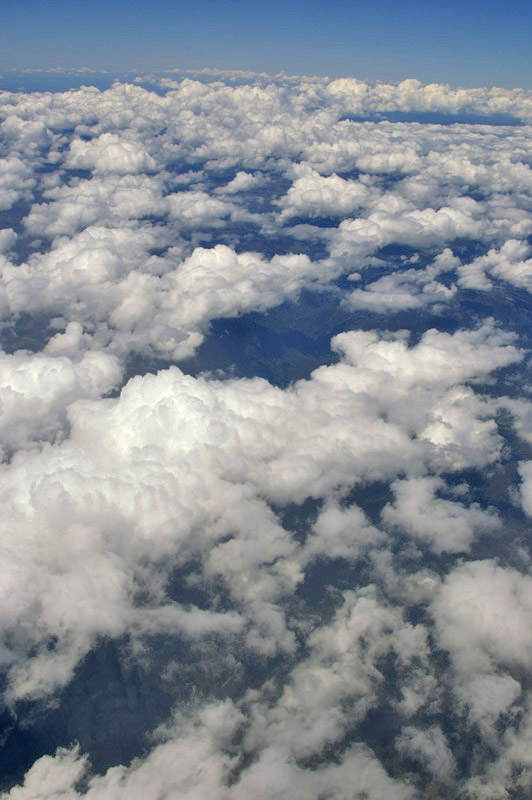
Cumulus mediocris từ trên cao

Mây tích thông thường được hình thành khi không khí nóng bốc lên và đạt tới mức của không khí tương đối lạnh, nơi mà hơi ẩm trong không khí bị ngưng tụ. Điều này thường xảy ra thông qua cơ chế đối lưu, nơi mà khối khí đó là ấm hơn so với không khí bao quanh. Khi nó bốc lên, không khí nguội đi với tỷ lệ giảm nhiệt kiểu đoạn nhiệt khô (khoảng 3 °C trên mỗi 1.000 ft hay 1 °C trên mỗi 100 m), trong khi điểm sương của không khí giảm khoảng 0,5 °C trên mỗi 1.000 ft. Khi nhiệt độ của không khí đạt tới điểm sương, một số hơi nước bị ngưng tụ khỏi không khí và tạo thành mây. Kích thước của đám mây phụ thuộc vào profin nhiệt độ của khí quyển và sự hiện diện của bất kỳ sự nghịch nhiệt nào. Nếu như đỉnh của mây tích là cao hơn mức cao độ mà nhiệt độ là bằng hay thấp hơn điểm đóng băng thì giáng thủy từ mây trở thành có thể. Nhiệt độ của không khí tại mặt đất sẽ xác định giáng thủy này ở dạng mưa hay tuyết.
Trong điều kiện có gió, mây có thể tạo thành các đường song song với hướng gió. Trong các khu vực miền núi, chúng có thể tạo thành các đường theo một góc nào đó với hướng gió do sự hiện diện của các sóng núi phía trên mây
Trên biển, mây tích có thể tìm thấy trong dạng các đường hay kiểu cách quãng đều. Các ví dụ tốt nhất về các đường này tìm thấy trong gió mậu dịch, khi chúng có thể trải dài vài dặm. Các đường như thế tạo ra một kiểu trong chuyển động theo chiều đứng của không khí, làm cho nó bị cuộn theo chiều ngang. Giữa các đường mây là gió mạnh, hơi xoay chiều, nhưng phía dưới các đường mây là gió nhẹ hơn và ngược luồng hơn là thịnh hành.
Độ cao mà từ đó mây bắt đầu được hình thành (đáy mây) phụ thuộc vào lượng hơi ẩm trong khối không khí đã tạo ra mây. Không khí ẩm nói chung sẽ làm cho đáy mây nói chung là thấp hơn. Tại khu vực ôn đới, đáy của mây tích thường vào khoảng tới 2.400 m (8.000 ft) về độ cao. Trong các khu vực khô cằn và miền núi thì đáy mây có thể vượt quá 6.000 m (20.000 ft).
Những người lái tàu lượn thường rất chú ý tới mây tích, do chúng có thể là các chỉ thị tốt cho các khí lưu đang bốc lên hay các cột nhiệt phía dưới.

## Thư viện ảnh

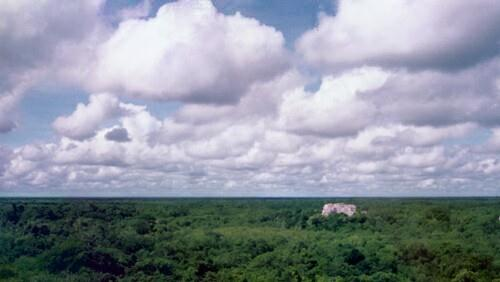
Các đám mây tích phía trên đống đổ nát IIRC Uxmal ở bán đảo Yucatan (Mexico).
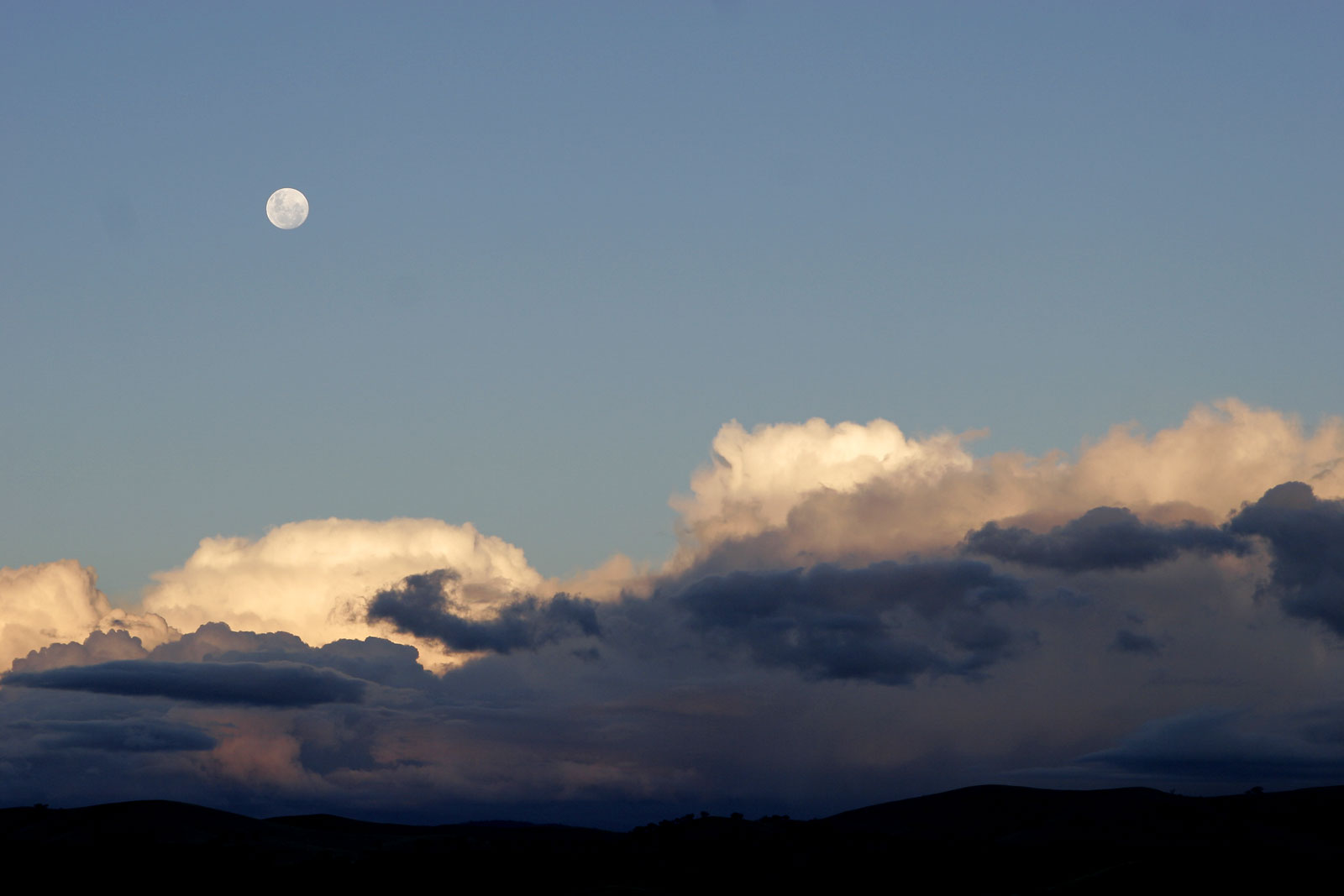
Mặt Trăng phía trên các đám mây tích.
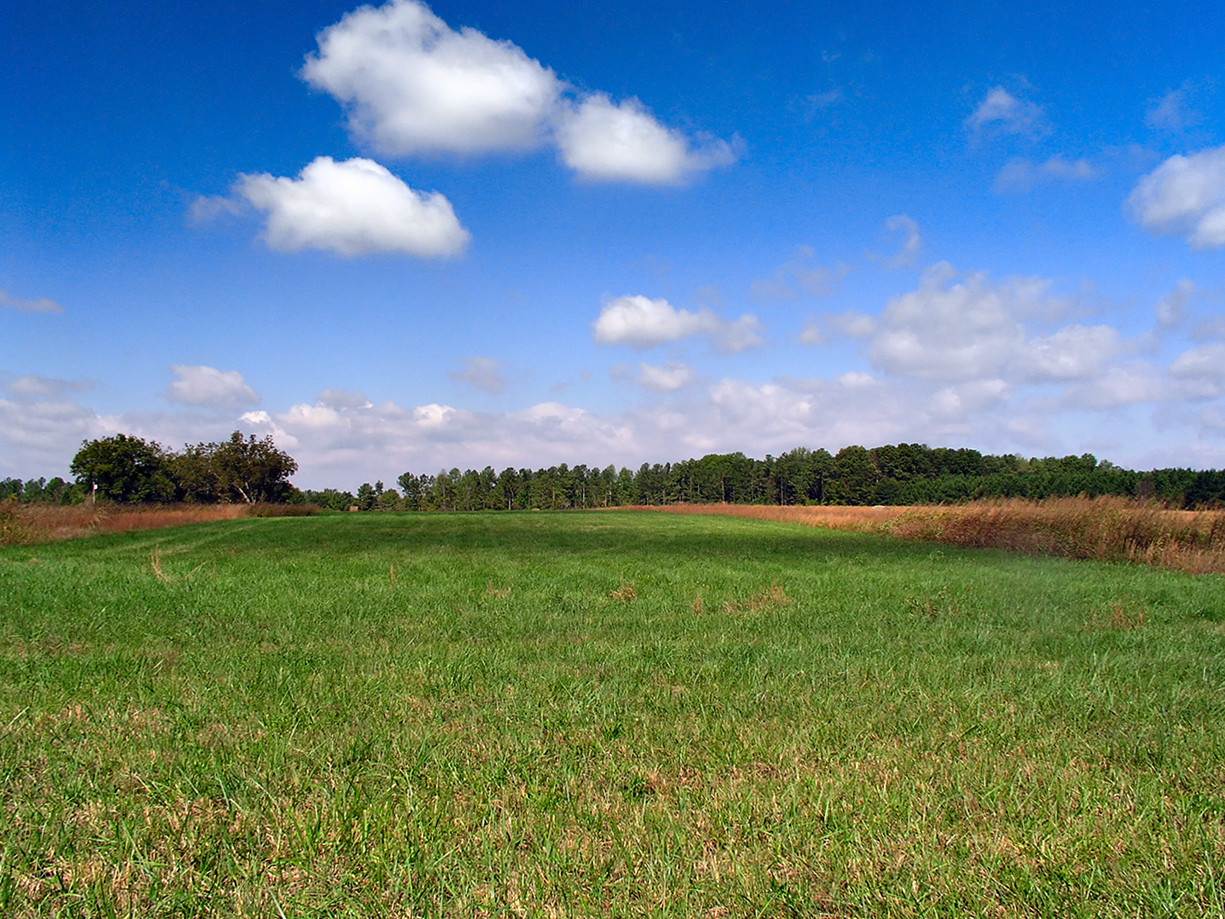
Các đám mây tích trên cánh đồng